# Contea di Huachuan
La contea di Huachuan (桦川县S, Huàchuān XiànP) è una contea della Cina, situata nella provincia di Heilongjiang e amministrata dalla prefettura di Jiamusi.